# Zündfunk Radiotop
Das Zündfunk Radiotop (mit lang gesprochener letzter Silbe, ähnlich wie Biotop) war eine experimentelle Hörfunksendung, die zwischen 1993 und 1997 im Jugendfunkprogramm des Bayerischen Rundfunks, Zündfunk, ausgestrahlt wurde. Der Claim im Titel der Sendung war: „Das Radio tobt“.

## Struktur der Sendung
Das Radiotop lief an jedem zweiten Montag zwischen 17 und 18 Uhr und enthielt mehrere damals innovative Elemente. Im Unterschied zu den Musiksendungen mit ihren musikwissenschaftlich exakt vorbereiteten und ausformulierten Moderationen zur Rockmusik, wofür der Zündfunk bekannt war, war das Radiotop frei und ohne Vorbereitung moderiert. Weder die Hörer, noch der Moderator wussten, wie es ausgeht. Statt mit einer exakt geplanten Zahl an Schallplatten ins Studio zu kommen, kam der Moderator mit einem ganzen Koffer voller Tonträger an, von denen er dann ad hoc einige nach Gefühl und Stimmung auswählte und spielte.

### Wissenschaftliche Interviews
Inhaltlich im Zentrum jeder Sendung stand ein Interview mit einem Wissenschaftler, Techniker oder Ingenieur wie zum Beispiel dem Computergrafikpionier Kai Krause (Oktober 1995), dem Apple-Gründer Steve Jobs (Mai 1996) und der Historikerin Ute Frewert (Mai 1995). Die Themen der Interviews umfassten das damals neue Verfahren, CD-ROMs am PC zu brennen (Juli 1996, mit Astarte), die Programmierung Genetischer Algorithmen (September 1996, mit Karl Sims), die Bedeutung des Magazins Wired (März 1997, mit Constance Hale), Designfragen bei der Entwicklung moderner Motorräder (Juli 1997, mit David Robb, BMW), Kryptologie (April 1996, mit Friedrich Bauer), das Europäische Patentrecht (1995, mit dem Leiter des EPO Paul Braendli), digitales Compositing (Februar 1997, mit Angela Redwisch, Arri), die Kommunikationskabel der Welt (Dezember 1996, mit Gerhard Pauly, Telekom), Feuer und Ökologie (Juli 1995, mit Ralf Marsula), die Entwicklung von Computerspielen auf CD-ROMs (August 1995, Voyager) und Virtuellen Studios fürs Fernsehen (Oktober 1996, mit Andrzey Wojdala, Accom), die Geschichte und Bedeutung von Eiszeiten (Januar 1996, mit Wolfgang Boenigk) oder 3D-Computeranimation (August 1996, mit Ben White, Softimage). Seltener kamen auch Interviews mit Musikern vor, etwa mit dem Lautenspieler Michael Dücker, dem Gitarristen Caspar Brötzmann und dem Techno-Musiker Atom Heart.
Alle Interviews begannen mit den immer gleichen drei Fragen: Was ist Tofu? Welche Farbe muss ich mit Gelb mischen, um Grau zu bekommen? Welche Taste liegt zwischen dem E und den F?

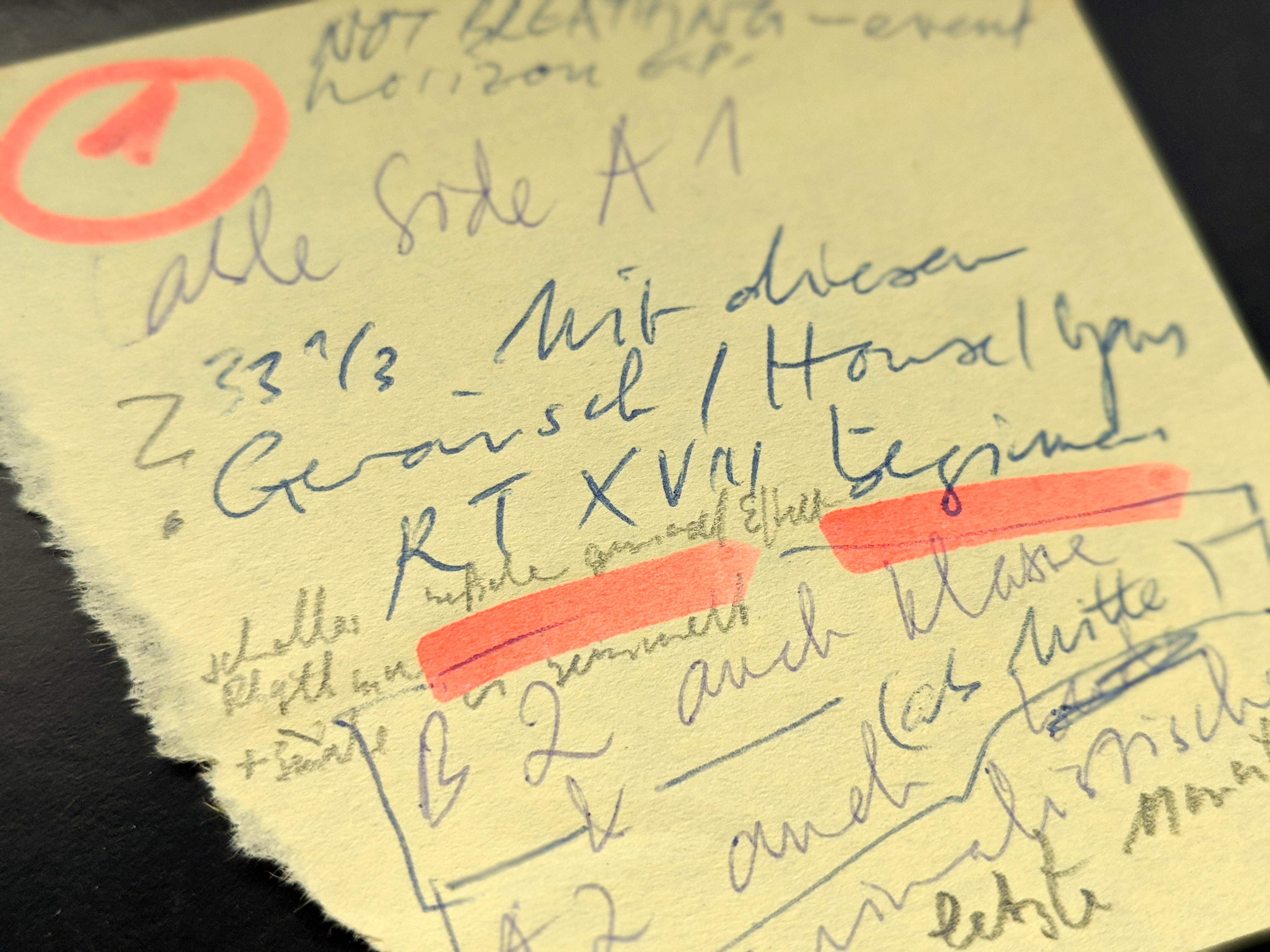
PostIt-Aufkleber auf einer Techno-Schallplatte 1994 für das Radiotop

### Weitere Elemente

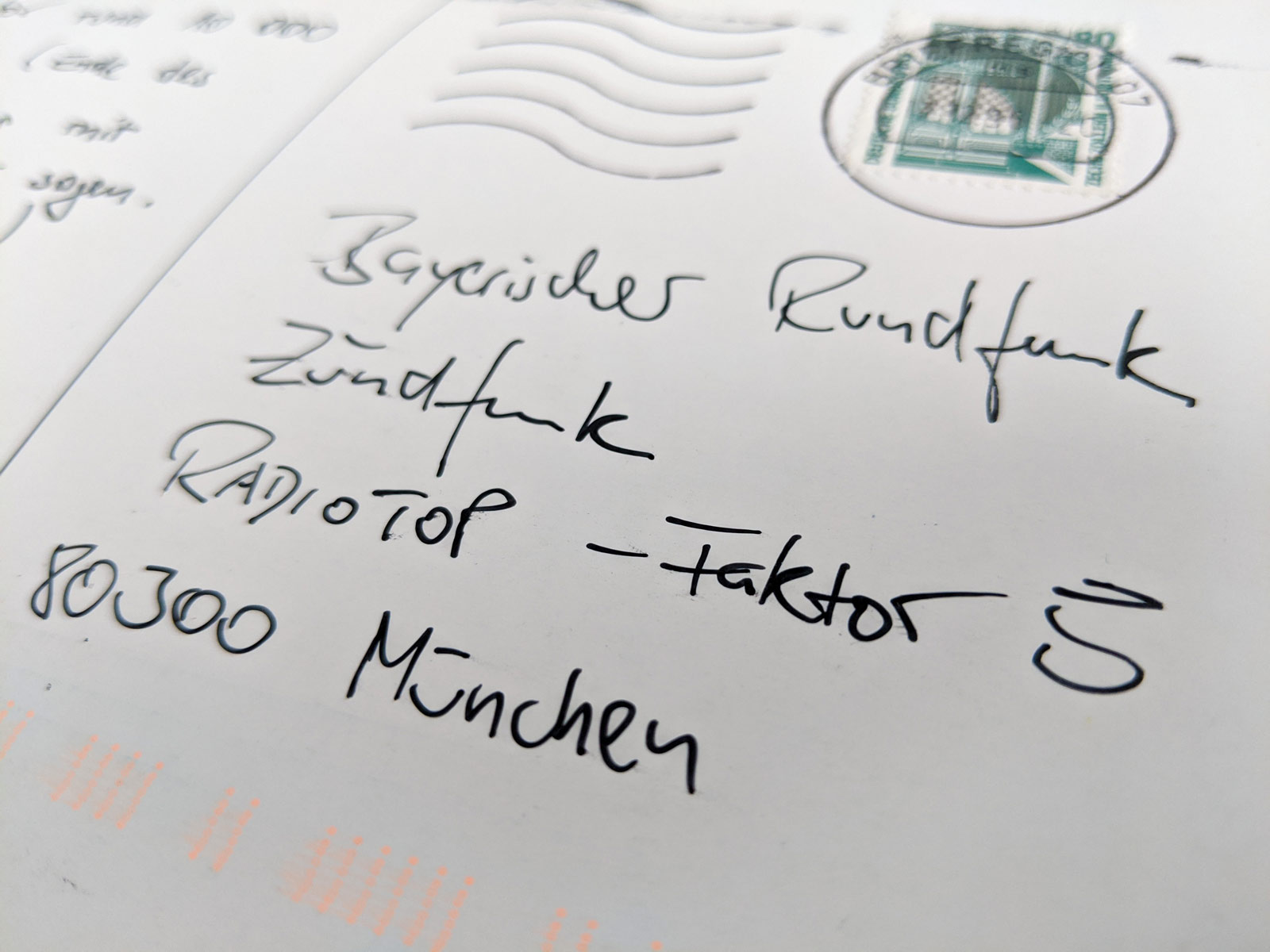
Hörerpostkarte zum Faktor 5-Rätsel (Dezember 1996)

Weitere wiederkehrende Elemente der Sendung war die Science-Fiction-Kurzhörspielreihe „Das Haus mit den 106 Stockwerken“ sowie das „Faktor X-Rätsel“. Dabei wurden mit damals erstmals verfügbaren digitalen Tonbearbeitungsmethoden Klassiker der Rockmusik wie Marvin Gayes Sexual Healing um einen Faktor von zum Beispiel 5 in der Zeit komprimiert, ohne die Tonhöhe zu verändern.
Die Hörer konnten sich jederzeit per Telefon in den Ablauf der Sendung einmischen und taten es auch. Sie forderten den Moderator zum Beispiel auf, eine Musik zu stoppen, um sich über deren Inhalt zu unterhalten. Wegen der Musikauswahl, die vorwiegend aus Death Metal, Grindcore und Techno bestand, oft von wenig bekannten Gruppen und Labels, hatte das Radiotop die jüngste Hörerschaft des Zündfunks. Zahlreiche Anrufer waren Jungs vor dem Stimmbruch. Auffällig viel Hörerpost kam aus den Gebieten der ehemaligen DDR.
Maximilian Schönherr, der das Zündfunk Radiotop konzipiert hatte und moderierte, brachte ins Studio von Bayern 2 stets seinen Co-Moderator „Stephan“ mit, der auf dem Platz links neben ihm saß und den er immer wieder ansprach, der aber nie etwas sagte. Stephan war – was die Hörer nie erfuhren – ein aufblasbares, lebensgroßes Skelett. Die Sendung arbeitete zudem mit Originalgeräuschen, etwa von Ruderbooten oder Klängen aus dem Inneren von Videokameras, aufgenommen mit einem OKM-Kunstkopfmikrofon. Technisch war das Zündfunk Radiotop die erste Sendung im Bayerischen Rundfunk, bei der der Moderator alle Originaltöne wie Sounds, Jingles und die geschnittenen Interviews auf einer selbst gebrannten CD mit ins Studio brachte und selbst abfuhr. Üblich war damals das Zuspielen solcher Elemente auf Handzeichen des Moderators durch den/die Tontechniker im Regieraum. Die Zuspielungen befanden sich auf Tonband, im Rundfunkjargon „Senkel“ genannt und mit so genannten „Gelbbändern“ voneinander getrennt.
Die Sendereihe wurde Anfang 1997 nach über 40 Folgen eingestellt.

## Einige Originaltöne aus der Sendung
- Einer von mehreren Radiotop-Jingles (1996)
- Der Gitarrist Caspar Brötzmann. Kurzer Interviewausschnitt (1995)
- Schule der Nation und ein Zug in Londons Süden – Soundcollage (ca. 1994)
- Erich Honecker – Soundcollage (ca. 1994)
- Christliche Tradition und die Neue Rechte – Soundcollage (ca. 1994)
- Der Deutsche Bundestag über Langwelle – Soundcollage (ca. 1994)
- Radiotop Polyphon Jingle "Das Radio tobt" (1994)